# 五泉駅
五泉駅（ごせんえき）は、新潟県五泉市駅前一丁目にある、東日本旅客鉄道（JR東日本）磐越西線の駅である。
普通列車のほか、定期快速列車(うち1本は当駅始発)、快速列車「SLばんえつ物語」が停車する。また、磐越西線の新潟支社管内を管轄する「阿賀野ライン営業所」が駅舎内に置かれている。1999年（平成11年）に廃止された、蒲原鉄道への乗換駅でもあった。

## 歴史
- 1910年（明治43年）10月25日：鉄道院信越線支線 新津駅 - 馬下駅間開通時に開業[2]。一般駅[3]。
- 1914年（大正3年）11月1日：全線開業にともない岩越線の駅となる[2]。
- 1917年（大正6年）10月10日：線名改称にともない、磐越西線の駅となる[4]。
- 1923年（大正12年）10月20日：蒲原鉄道線が村松駅まで開通。
- 1950年（昭和25年）9月16日：蒲原鉄道の駅舎が使用を開始。これ以前は国鉄に駅業務を委託していた[5]。
- 1961年（昭和36年）11月1日：駅舎改築工事の完工式を挙行[6][7]。
- 1982年（昭和57年）
  - 3月1日：車扱貨物の取り扱いを廃止[3]。
  - 12月1日：みどりの窓口を開設[8]。
- 1986年（昭和61年）3月3日：荷物の取り扱いを廃止[3]。
- 1987年（昭和62年）
  - 3月31日：戸籍上貨物の取り扱いを再開[3][3]（貨物列車の設定はないまま）。
  - 4月1日：国鉄分割民営化により、JR東日本[9]・JR貨物の駅となる[3]。
- 1992年（平成4年）12月：五泉中央連絡橋が完成[10]。
- 1999年（平成11年）10月4日：村松駅 - 五泉駅間の廃止により、蒲原鉄道線が全線廃止。
- 2006年（平成18年）4月1日：JR貨物の駅が廃止され、貨物の取り扱いを終了[11]。
- 2008年（平成20年）3月15日：新潟近郊区間の拡大により、ICカード「Suica」の利用が可能となる（新津方面のみ）[12][13]。同時に自動改札機を導入。
- 2018年（平成30年）4月1日：業務委託化。
- 2023年（令和5年）
  - 9月30日：みどりの窓口の営業を終了[14]。
  - 10月1日：指定席券売機を導入[14]。

## 駅構造
単式ホーム1面1線と島式ホーム1面2線、計2面3線のホームを有する地上駅である。両ホームは跨線橋によって連絡している。
新津駅が管理し、JR東日本新潟シティクリエイト（JENIC）が受託する業務委託駅である。津川駅の無人化で、当駅は磐越西線新潟県内唯一の駅員配置駅となった。改札口には自動改札機が設置されており、全通路でSuicaおよび相互利用を実施しているICカードが利用できる。改札口左手には自動券売機と指定席券売機、改札口右手には待合室が設けられている。飲料などの自動販売機は待合室内と駅舎正面右手に、トイレは改札内には洋式が、改札外の駅舎正面右手には和式がそれぞれ設置されている。
なお、新潟近郊区間およびSuica新潟エリアの磐越西線内の区間は当駅から新津駅までで、当駅以東の馬下・津川方面はエリア外である。また、喜多方駅以東は仙台近郊区間に指定されており、区間内の主要駅はSuica仙台エリアとなっているが、新潟エリアと仙台エリア相互間の乗車にはICカードは利用できない。
駅南側には駅舎や改札口などは設けられていないが、駅舎正面右手には駅南北を連絡する跨線橋「五泉中央連絡橋」が架橋されている。

### のりば
| 番線 | 路線      | 方向 | 行先               |
| ---- | --------- | ---- | ------------------ |
| 1    | ■磐越西線 | 上り | 津川・会津若松方面 |
| 2・3 | ■磐越西線 | 下り | 新津・新潟方面     |

- 3番線は当駅始発の新津・新潟方面行きが使用する。

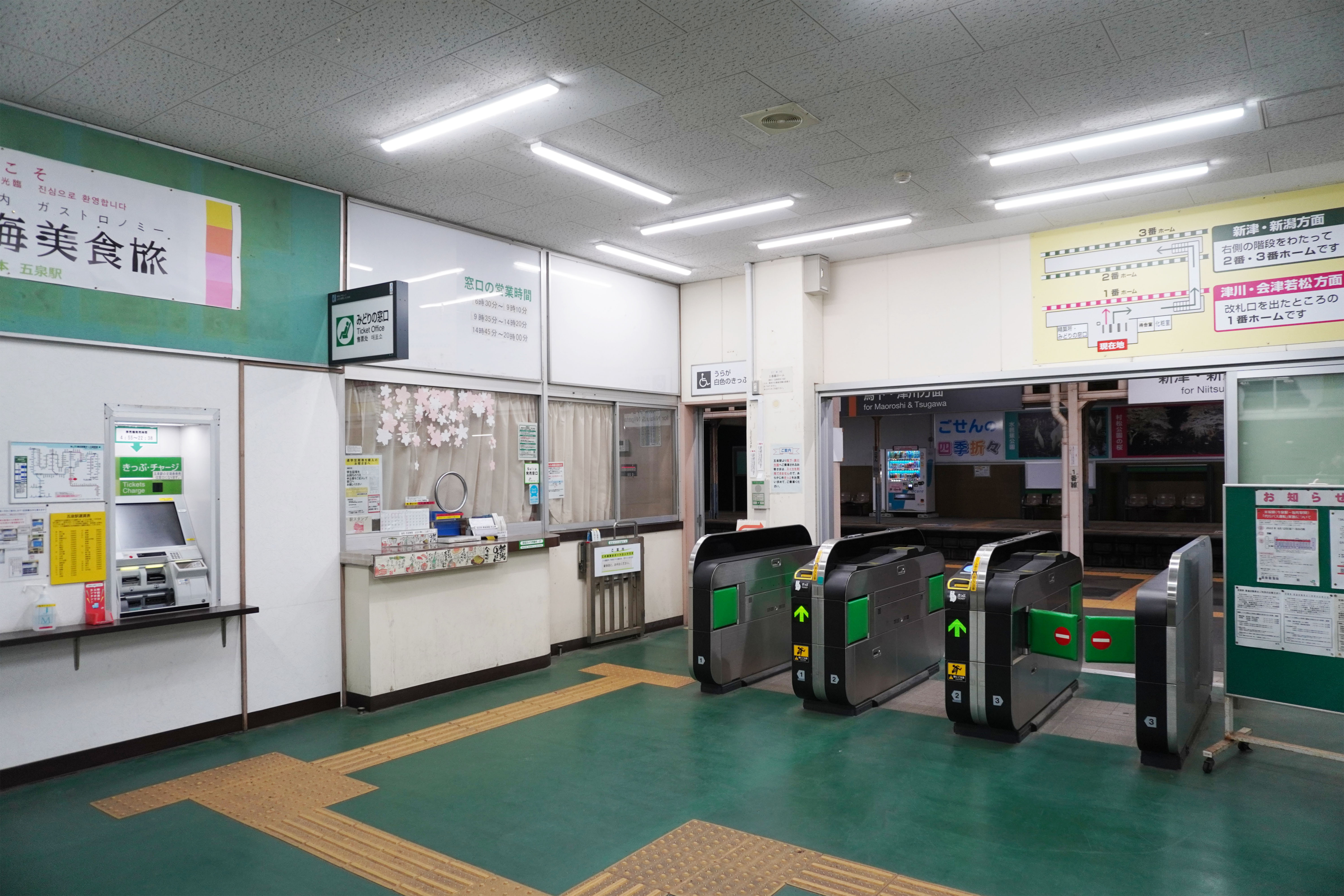
改札口（2023年4月）
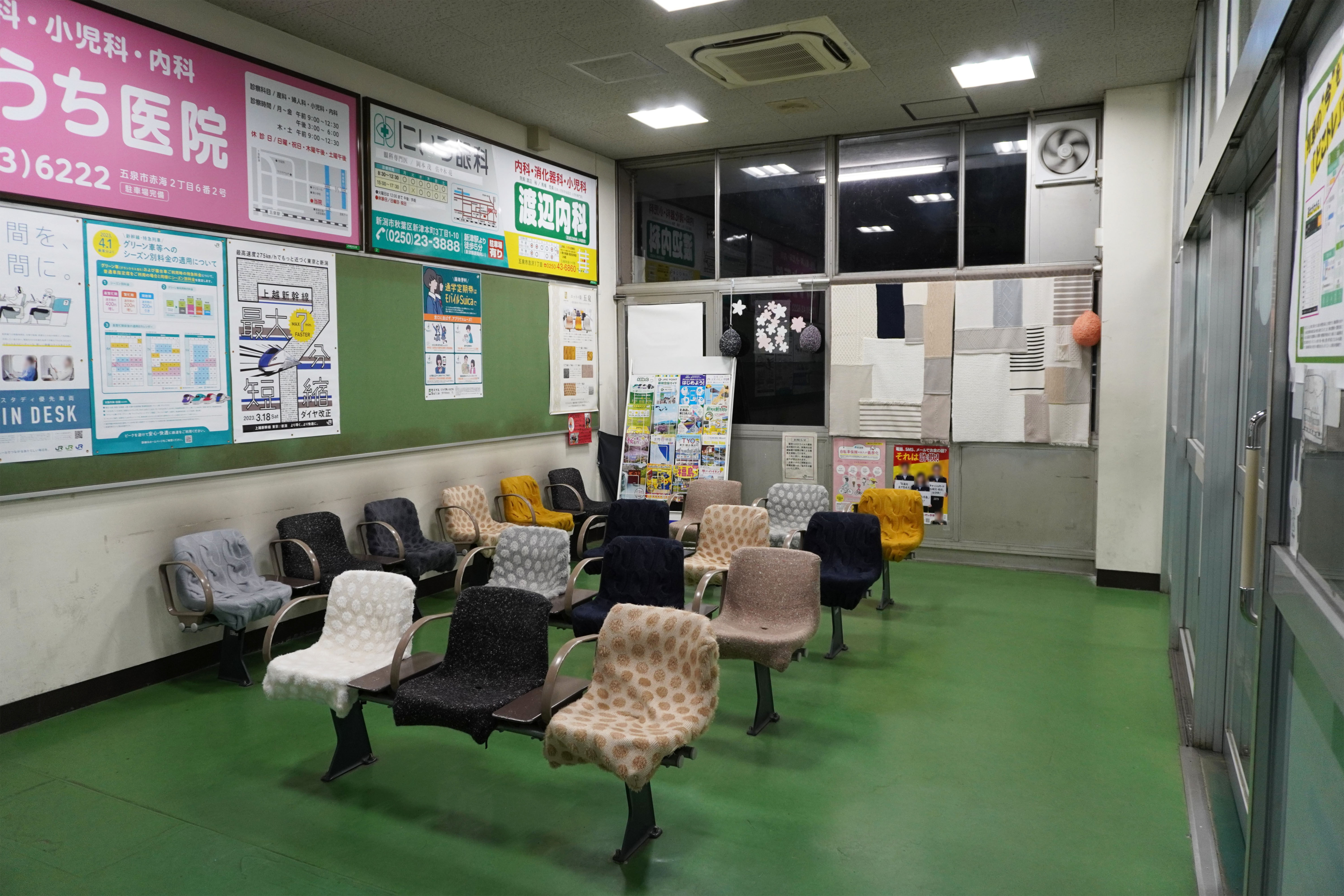
待合室（2023年4月）
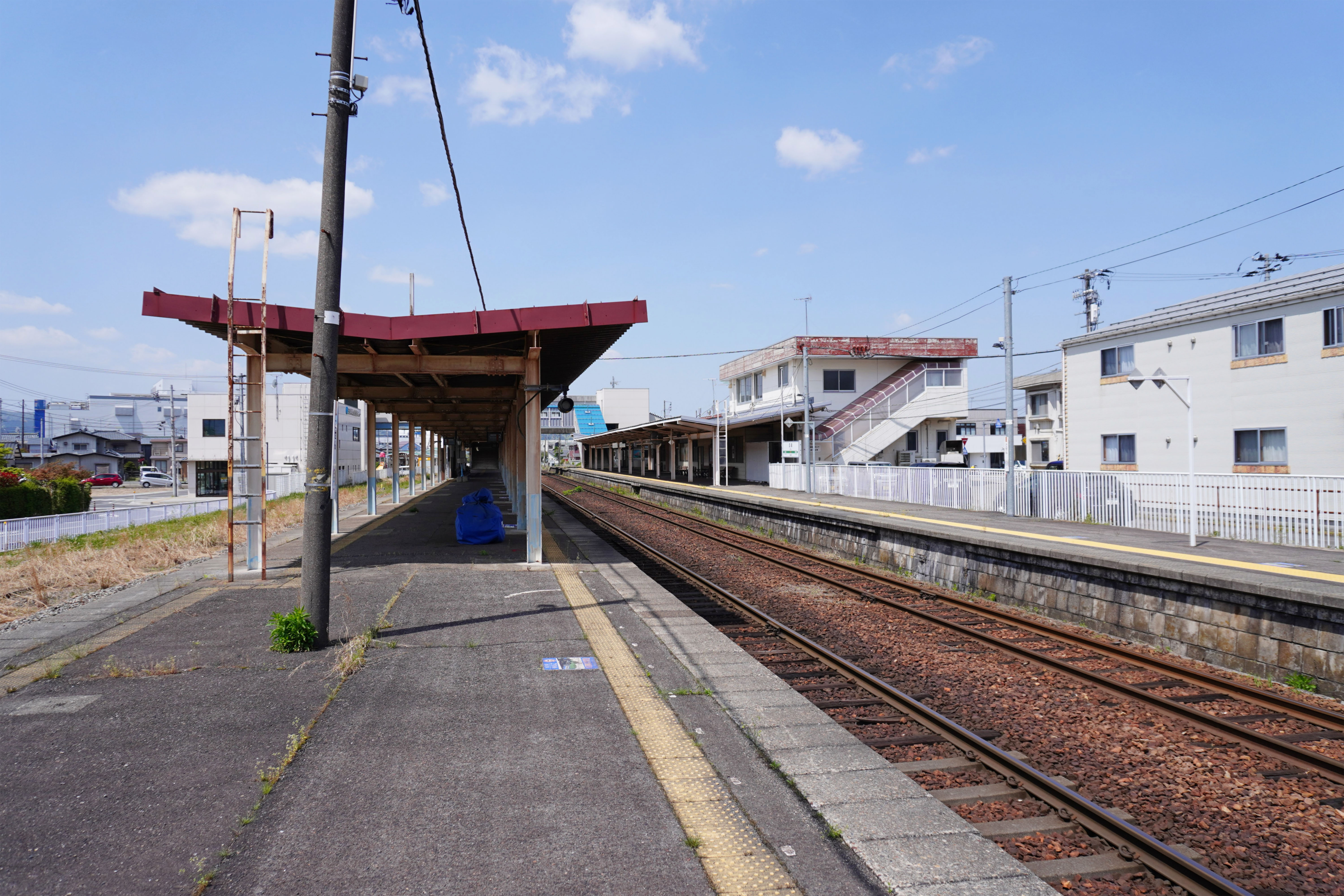
ホーム（2023年4月）
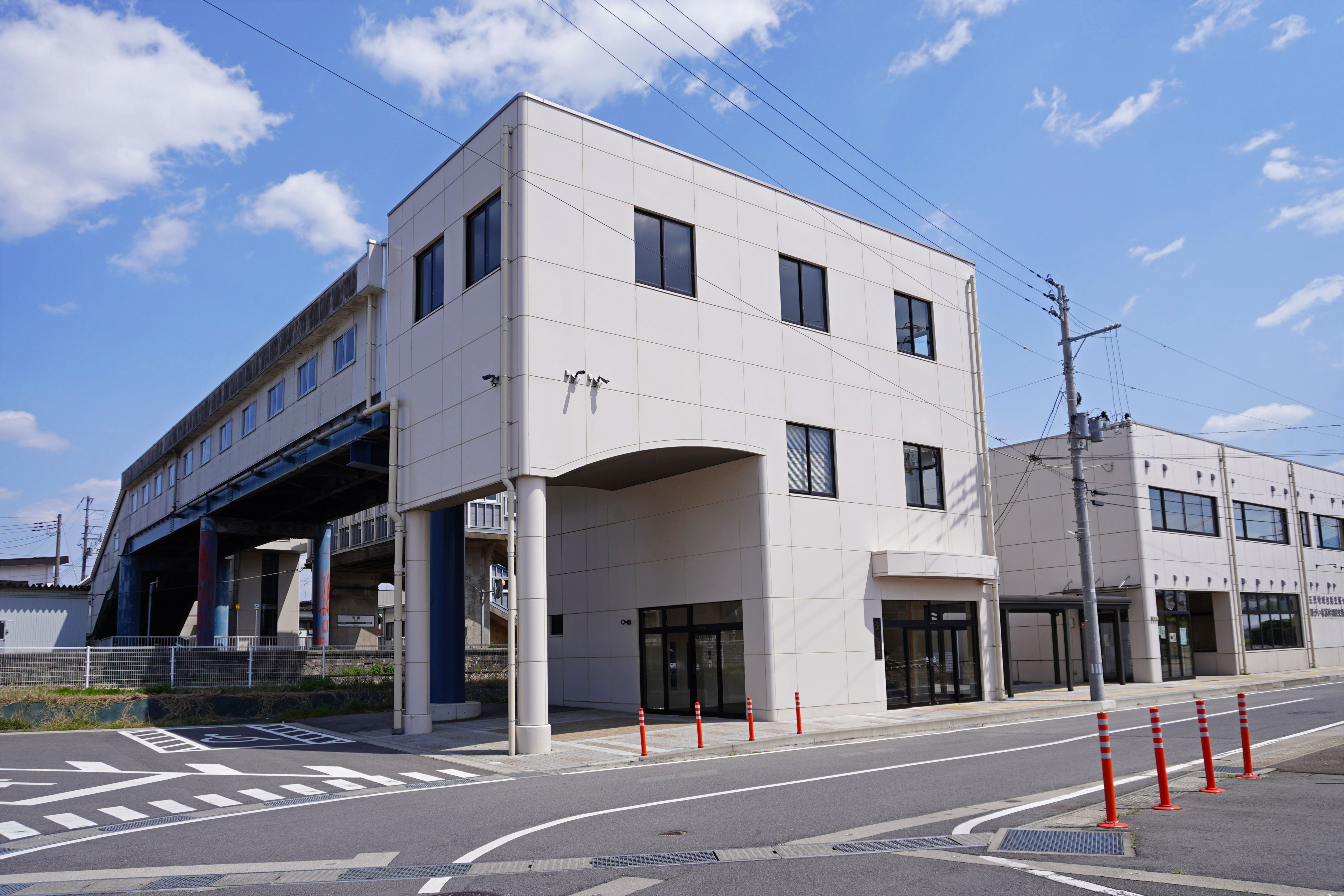
南側出入口（2023年4月）
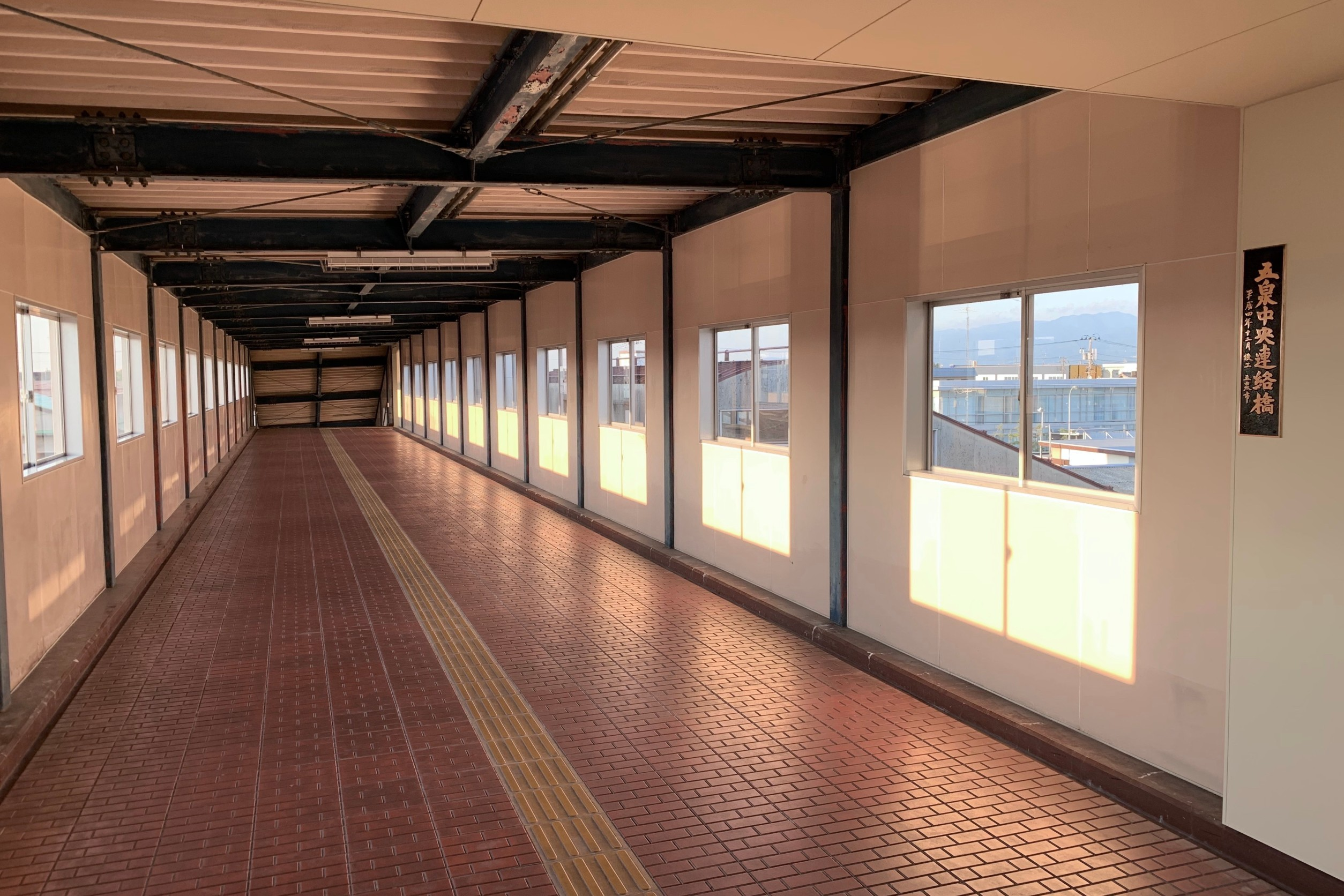
自由通路「五泉中央連絡橋」（2020年5月）

### 蒲原鉄道
蒲原鉄道の五泉駅はJRの改札を出て左手、ホーム跨線橋と中央連絡橋に挟まれた位置に設けられていた。ホームは島式の1面2線で、晩年は外側の5番線のみが稼動していた。新津寄りにトイレが設置されており、2・3番線と構内踏切で連絡していた。
廃線後に駅施設は解体撤去され、引き続き蒲原鉄道が所有していたものの長らく遊休地となっていたが、五泉市はホーム跡地と廃線跡の一部にあたる約9,740平方メートルの土地を2010年（平成22年）に、約1億7700万円で取得した。五泉市は市街地南側や村松地区方面への利便性向上を図るため、中央連絡橋を一部改修するほか、住宅や福祉施設、市道の整備などを計画している。なお、現段階では駅舎には南口の設置計画はなく、福祉施設、市道などが整備された。JR五泉駅には南口はなく、駅舎南北間は中央連絡橋を使用しての徒歩連絡となっている。

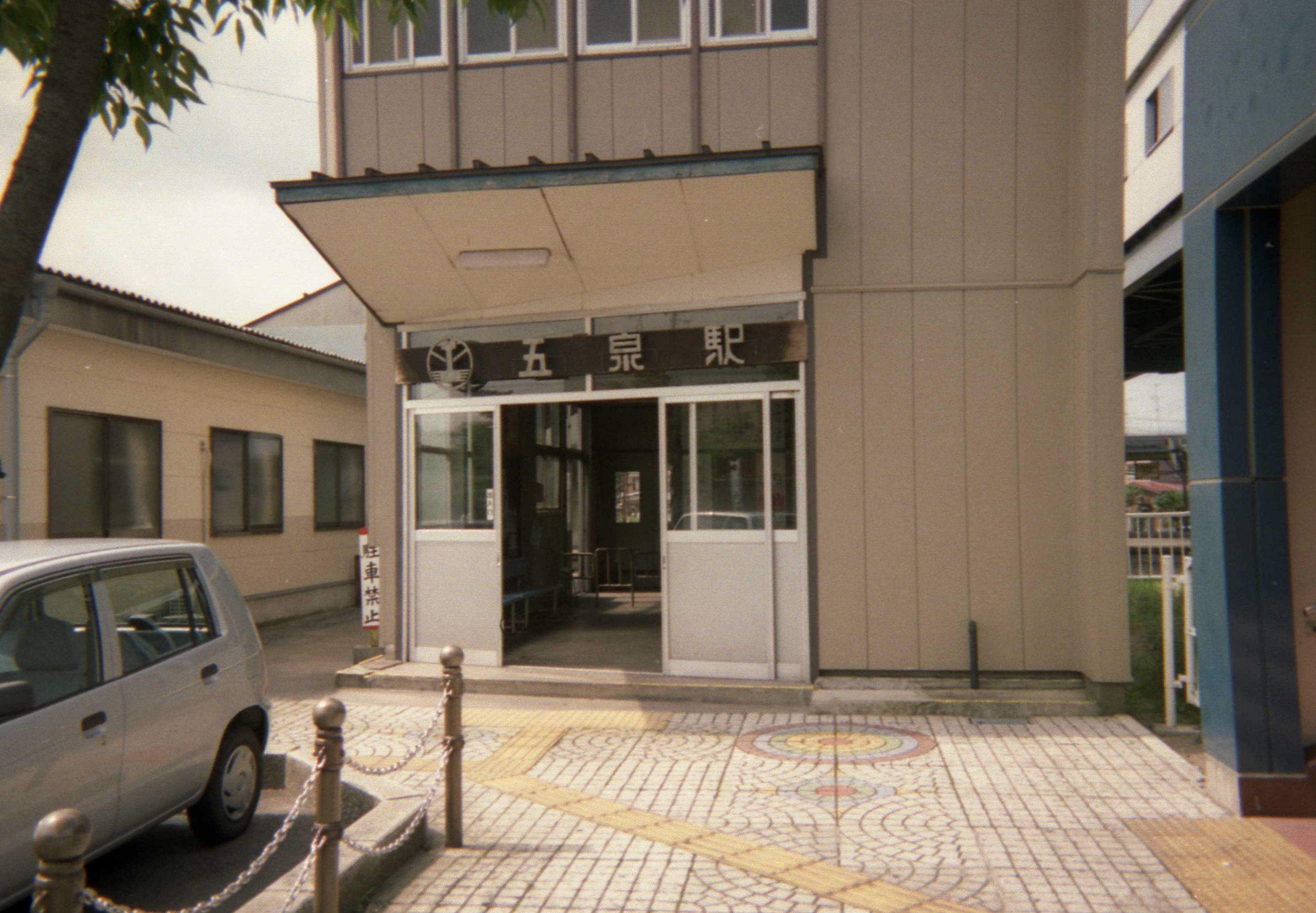
蒲原鉄道五泉駅舎（1999年5月）
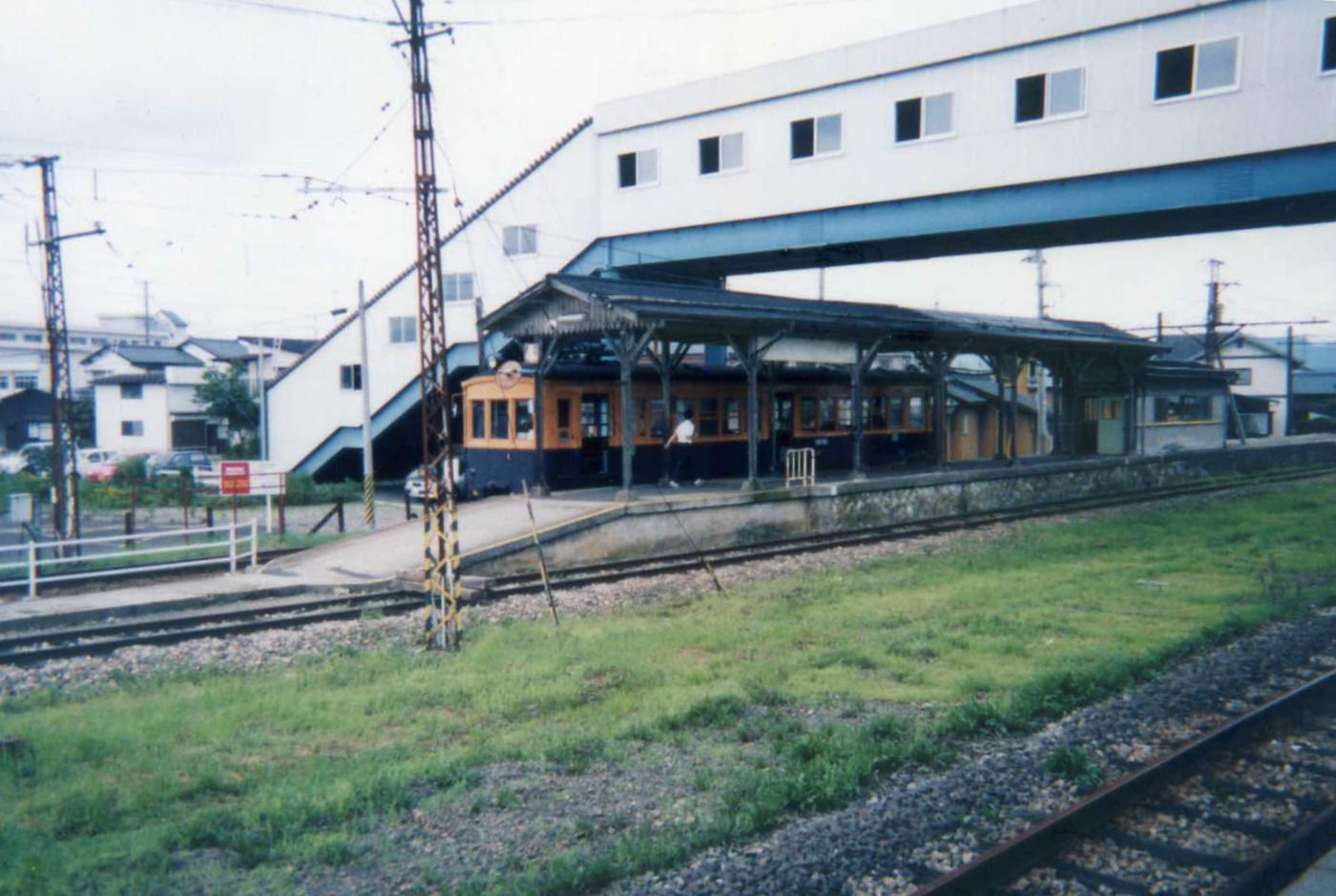
蒲原鉄道五泉駅ホーム（1999年5月）
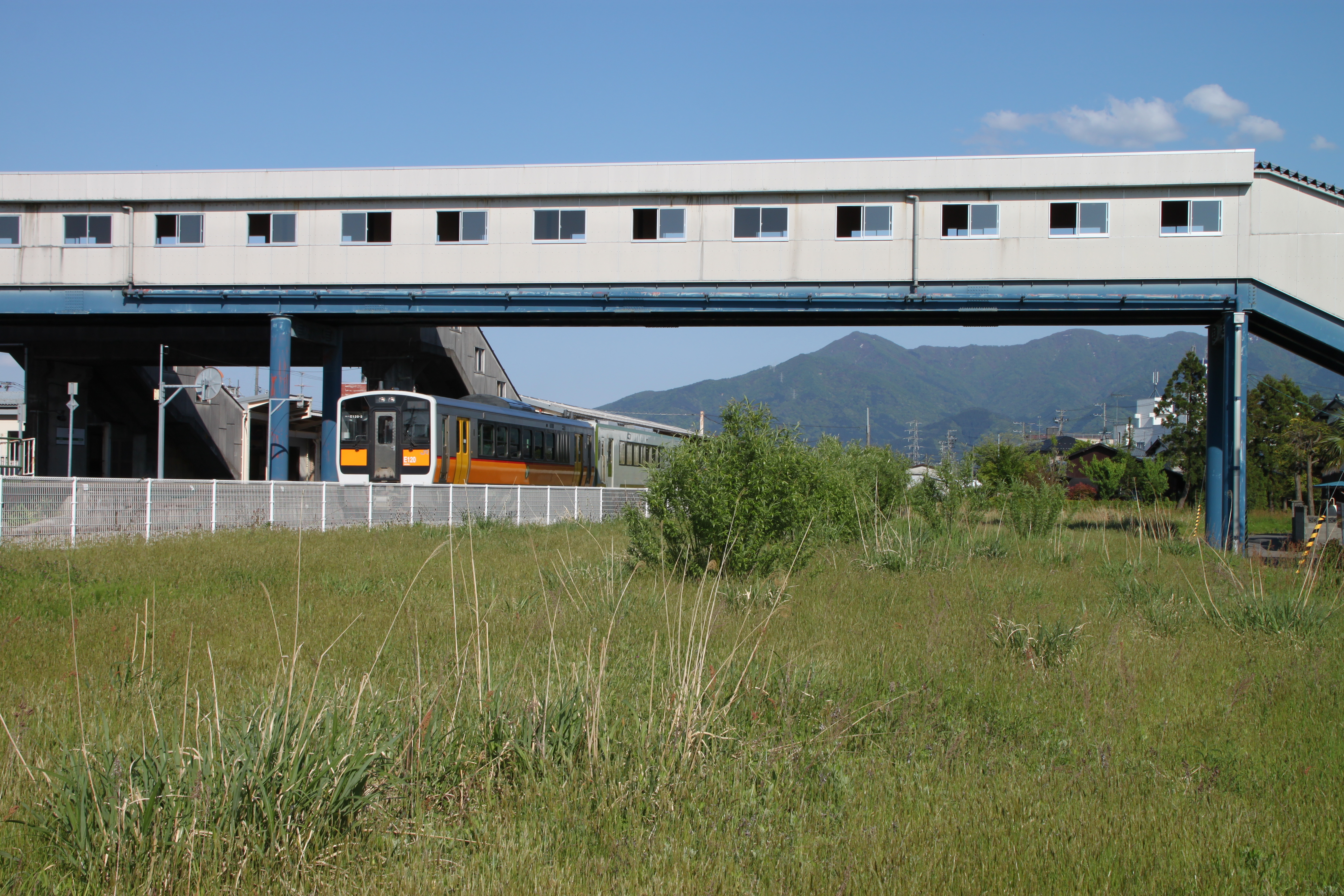
更地となった蒲原鉄道五泉駅構内。終端側より。（2010年5月）
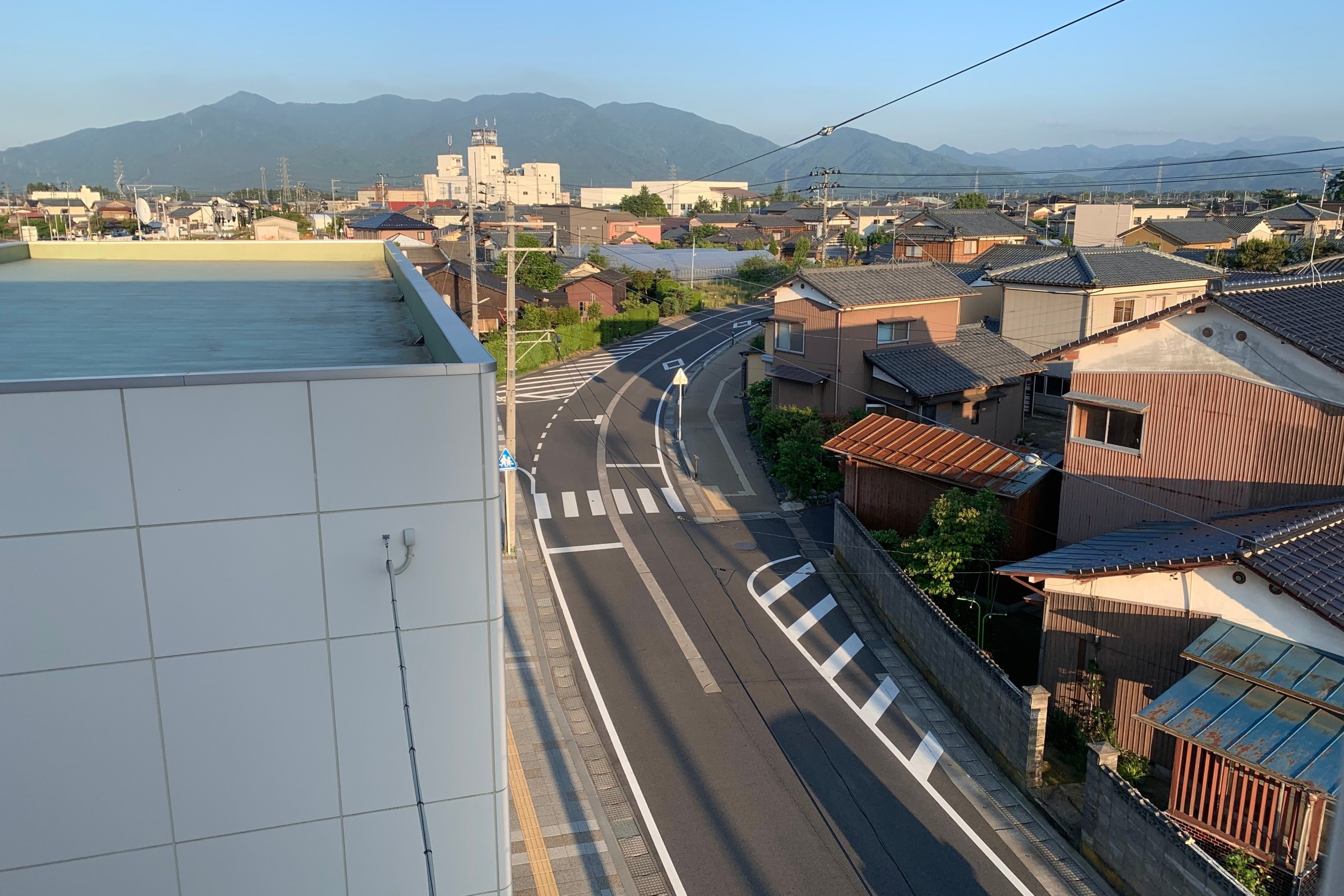
線路跡に整備された市道（2020年5月）

## 利用状況
JR東日本によると、2023年度（令和5年度）の1日平均乗車人員は950人である。
2000年度（平成12年度）以降の推移は以下のとおりである。
| 1日平均乗車人員推移 | 1日平均乗車人員推移 | 1日平均乗車人員推移 | 1日平均乗車人員推移 | 1日平均乗車人員推移 |
| 年度                | 定期外              | 定期                | 合計                | 出典                |
| ------------------- | ------------------- | ------------------- | ------------------- | ------------------- |
| 2000年（平成12年）  |                     |                     | 1,464               | [ 利用客数 2 ]      |
| 2001年（平成13年）  |                     |                     | 1,390               | [ 利用客数 3 ]      |
| 2002年（平成14年）  |                     |                     | 1,317               | [ 利用客数 4 ]      |
| 2003年（平成15年）  |                     |                     | 1,259               | [ 利用客数 5 ]      |
| 2004年（平成16年）  |                     |                     | 1,223               | [ 利用客数 6 ]      |
| 2005年（平成17年）  |                     |                     | 1,270               | [ 利用客数 7 ]      |
| 2006年（平成18年）  |                     |                     | 1,224               | [ 利用客数 8 ]      |
| 2007年（平成19年）  |                     |                     | 1,169               | [ 利用客数 9 ]      |
| 2008年（平成20年）  |                     |                     | 1,157               | [ 利用客数 10 ]     |
| 2009年（平成21年）  |                     |                     | 1,181               | [ 利用客数 11 ]     |
| 2010年（平成22年）  |                     |                     | 1,148               | [ 利用客数 12 ]     |
| 2011年（平成23年）  |                     |                     | 1,121               | [ 利用客数 13 ]     |
| 2012年（平成24年）  | 235                 | 907                 | 1,142               | [ 利用客数 14 ]     |
| 2013年（平成25年）  | 241                 | 967                 | 1,208               | [ 利用客数 15 ]     |
| 2014年（平成26年）  | 233                 | 885                 | 1,118               | [ 利用客数 16 ]     |
| 2015年（平成27年）  | 232                 | 838                 | 1,070               | [ 利用客数 17 ]     |
| 2016年（平成28年）  | 227                 | 842                 | 1,070               | [ 利用客数 18 ]     |
| 2017年（平成29年）  | 218                 | 874                 | 1,093               | [ 利用客数 19 ]     |
| 2018年（平成30年）  | 219                 | 865                 | 1,085               | [ 利用客数 20 ]     |
| 2019年（令和元年）  | 207                 | 902                 | 1,109               | [ 利用客数 21 ]     |
| 2020年（令和02年）  | 133                 | 845                 | 979                 | [ 利用客数 22 ]     |
| 2021年（令和03年）  | 140                 | 800                 | 940                 | [ 利用客数 23 ]     |
| 2022年（令和04年）  | 158                 | 784                 | 943                 | [ 利用客数 24 ]     |
| 2023年（令和05年）  | 173                 | 777                 | 950                 | [ 利用客数 1 ]      |

## 駅周辺

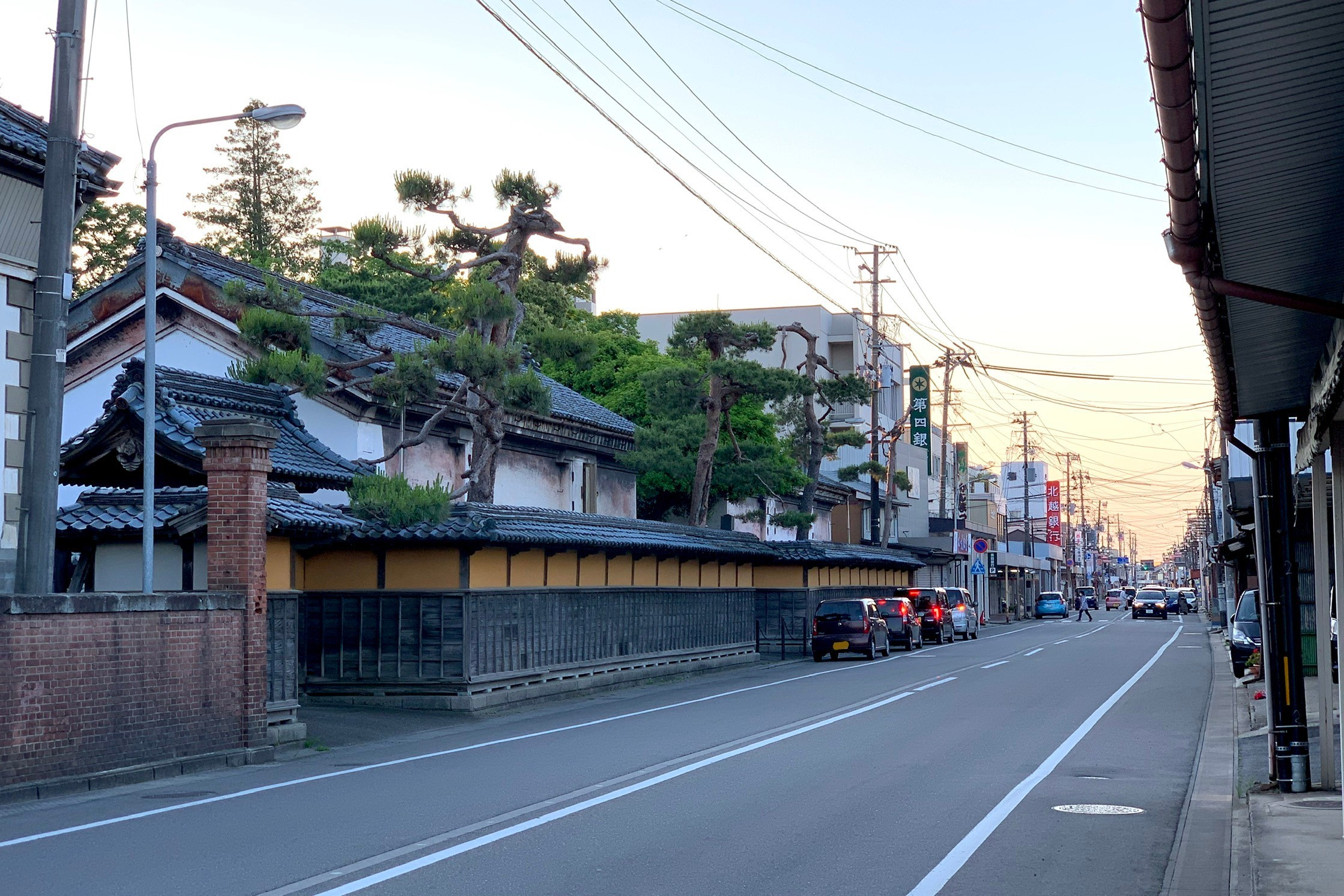
駅西側を南北に走る街道筋に古くからの建物や商店街が続く（2020年5月）

駅周辺（特に駅北側）は五泉の中心街。駅南側は住宅地となっている。

### 駅北側
西側を南北に走る新潟県道7号新津村松線沿いを中心に古くからの町並みが続く。北五泉駅にかけてのエリアには商店や金融機関、公共施設などが多く立地する。
- 五泉市立五泉南小学校
- 五泉市立図書館
- 五泉市役所
- 五泉郵便局
- 五泉警察署

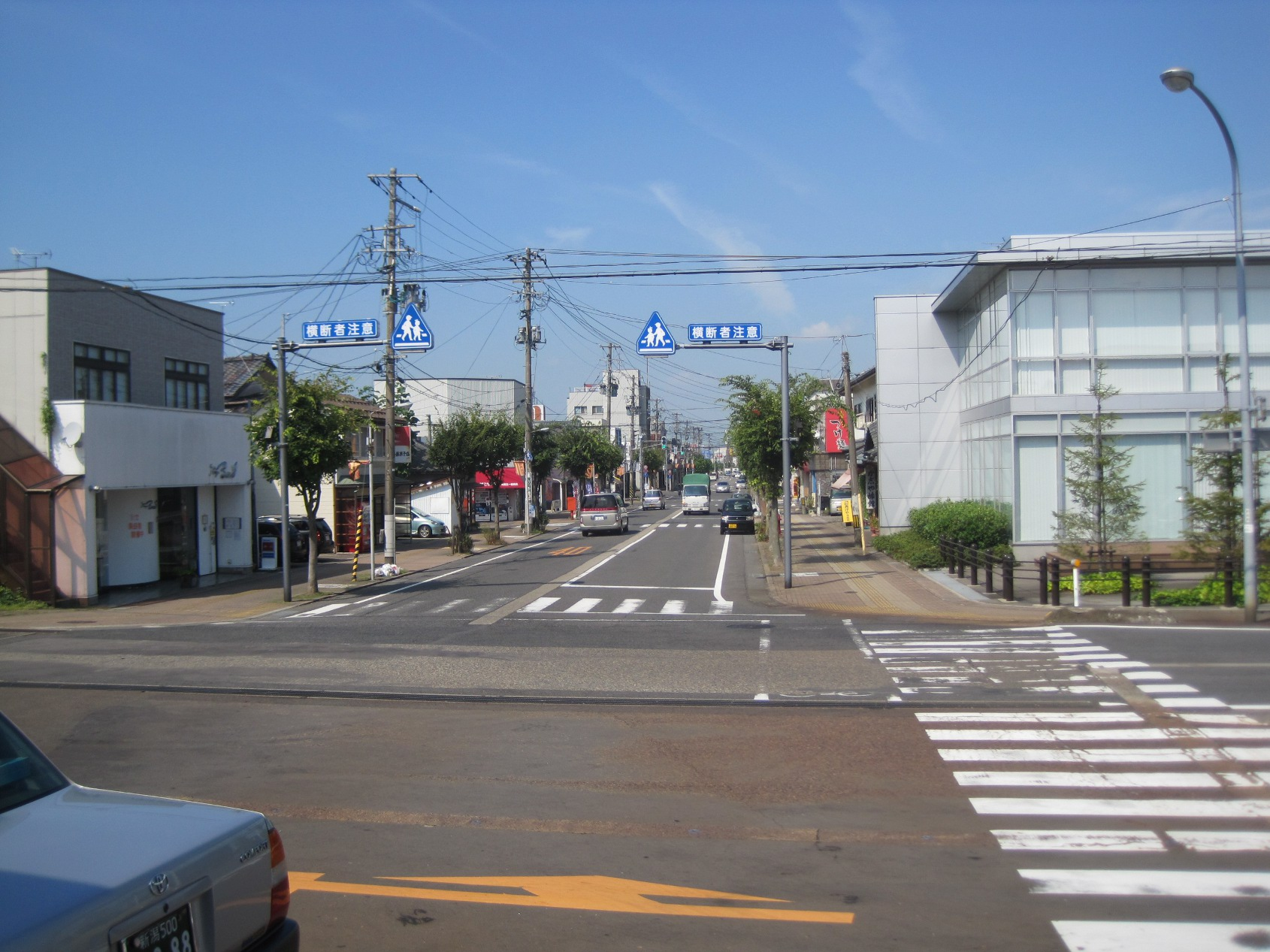
駅前風景
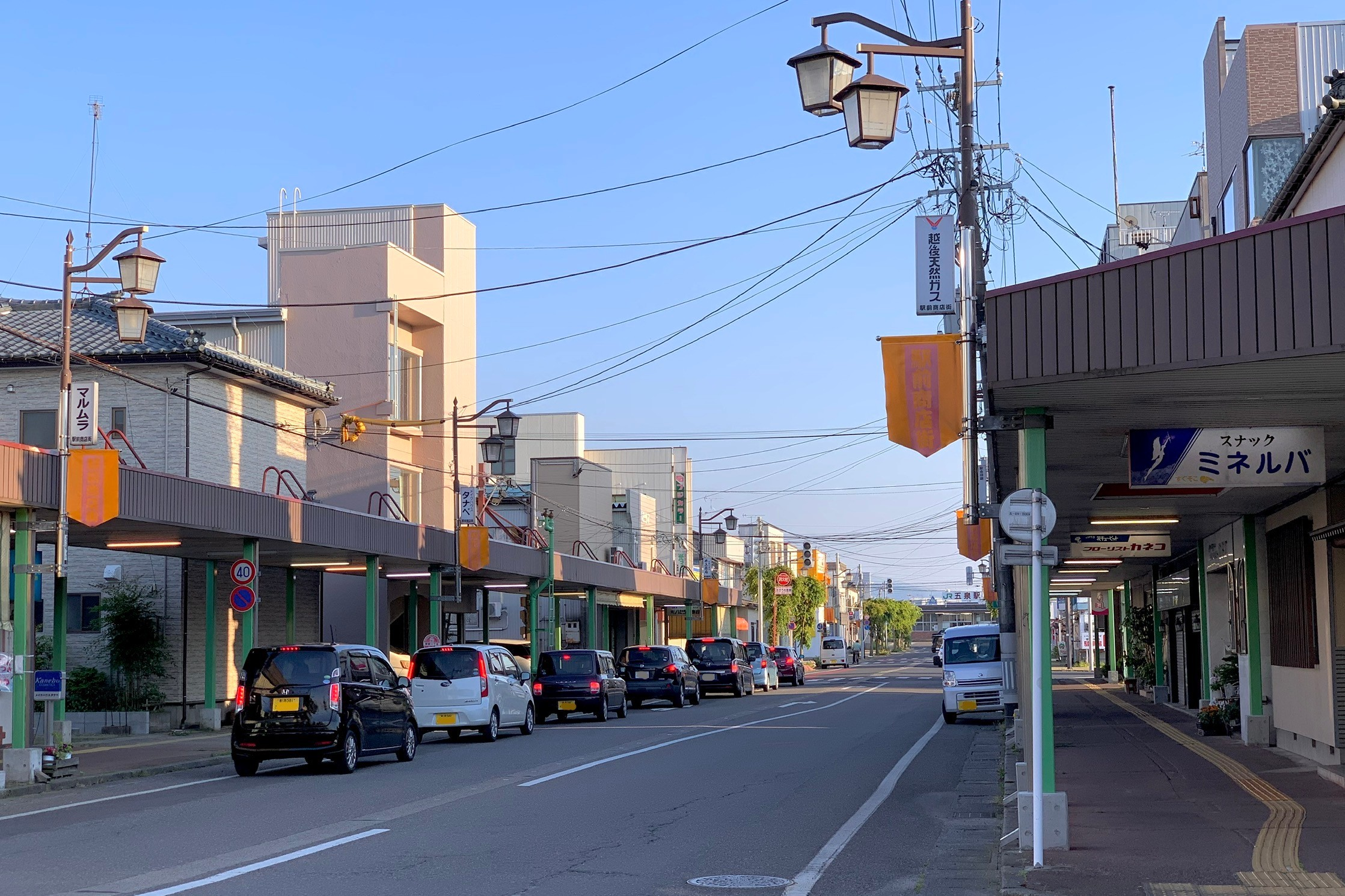
駅前商店街

### 駅南側
- 五泉市立五泉中学校
- 五泉服装専門学校
- 五泉中央自動車学校

## バス路線
駅前には新潟交通観光バスと、市が基幹バスと位置付けているコミュニティバス「五泉市ふれあいバス」の「五泉駅前」停留所がある。ただし、この2つのバス停はそれぞれ異なる場所に位置している上、新潟交通のバス停は駅から若干離れた路地にある。
- 五泉市ふれあいバス（駅舎正面）
  - 循環：五泉高校前
  - 村松公園・村松駅前
  - 五泉市役所・五泉高校前
- 新潟交通観光バス（駅前から2つ目の信号・五泉駅前交差点を左折すぐ。駅から徒歩約2分）
  - 旧五泉車庫
  - SG1：新津駅
  - SG2：保田・水原・阿賀野市役所

また、駅から徒歩約5分ほどの距離にある旧ジャスコ五泉店（施設解体中）前に設置された「本町一丁目」停留所には、蒲原鉄道が運行する新潟駅万代口発着の高速路線バス「五泉・村松線」が停車する。なお村松駅前行は降車のみ、新潟駅前行は乗車のみの扱いとなっている。

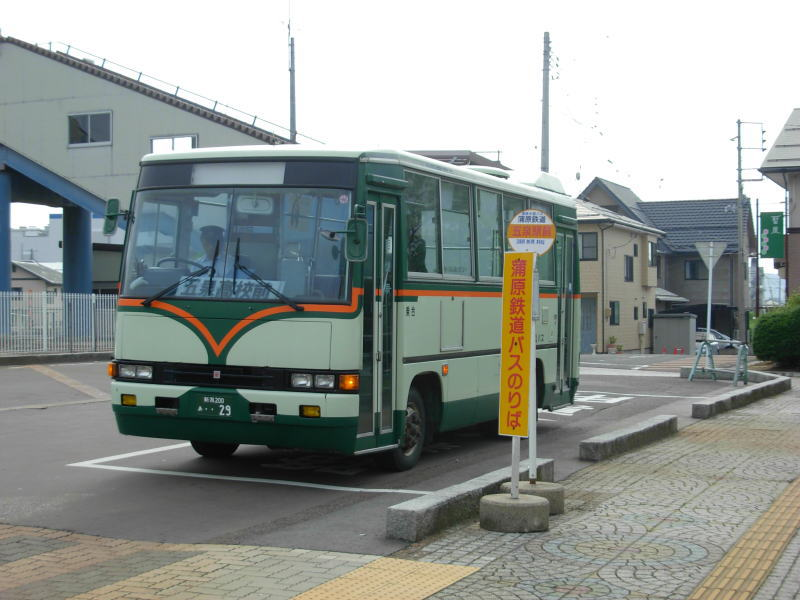
2010年秋まで運行されていた蒲鉄小型バスの「五泉駅前」停留所は駅舎左手（旧蒲鉄線駅舎前）に設けられており、スイッチバック方式で乗降を行っていた
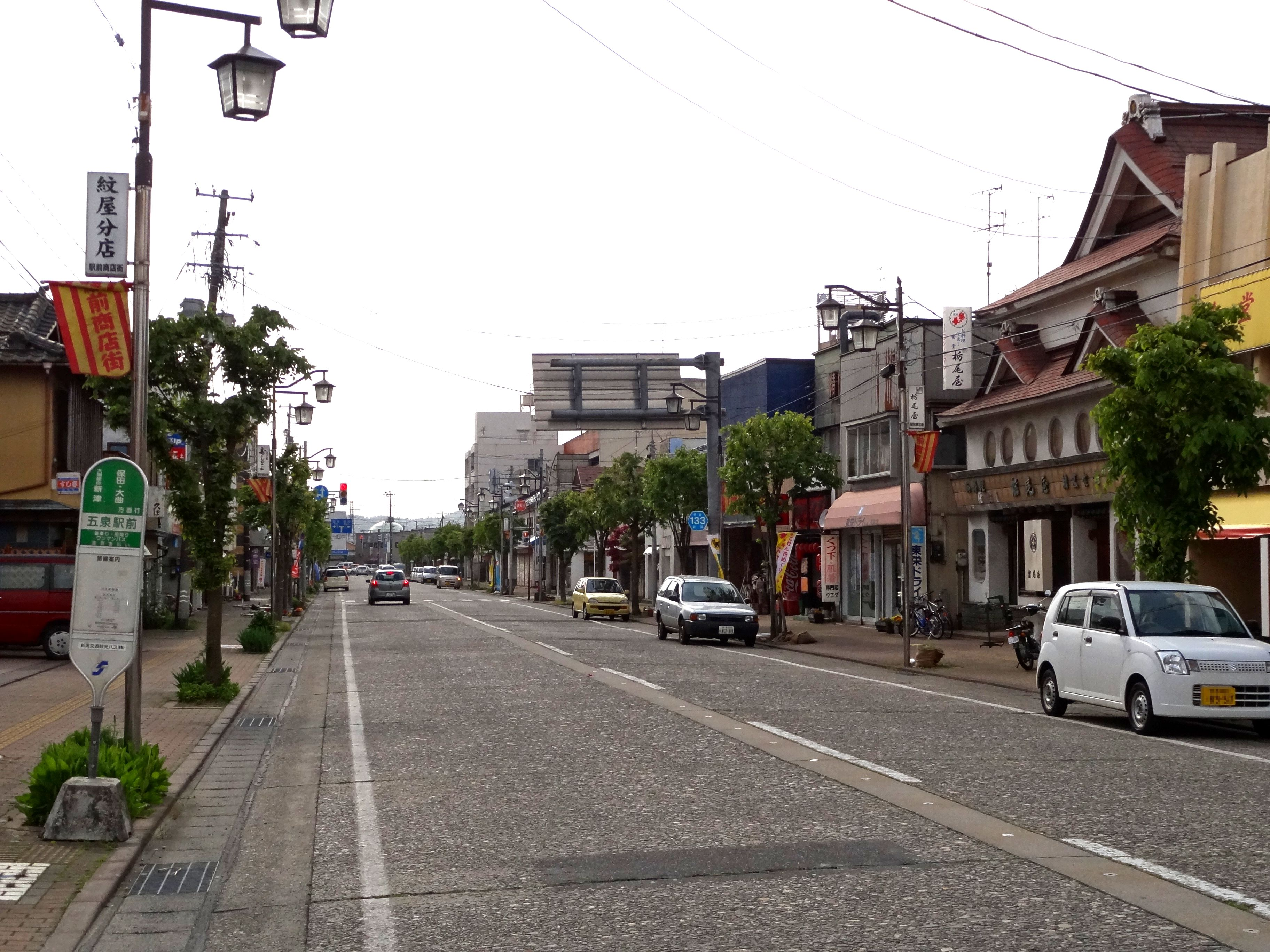
新潟交通観光バスの「五泉駅前」停留所

## 隣の駅
東日本旅客鉄道（JR東日本）
■磐越西線
- 臨時快速「SLばんえつ物語」停車駅

■快速（下りのみ運転）・■普通
猿和田駅 - 五泉駅 - 北五泉駅

### かつて存在した路線
蒲原鉄道
蒲原鉄道線
今泉駅 - 五泉駅

### 記事本文
1. 1 2 3  『週刊JR全駅・全車両基地』第50号、朝日新聞出版、2013年8月4日、26頁、2014年10月26日閲覧。
2. 1 2 3  歴史でめぐる鉄道全路線 国鉄・JR 6号、14頁
3. 1 2 3 4 5 6  石野哲（編）『停車場変遷大事典 国鉄・JR編 Ⅱ』（初版）JTB、1998年10月1日、519頁。ISBN 978-4-533-02980-6。
4. ↑  歴史でめぐる鉄道全路線 国鉄・JR 6号、15頁
5. ↑  新潟日報昭和25年9月15日紙面より
6. ↑  昭和36年11月2日読売新聞新潟読売B
7. ↑  「磐西線五泉駅の改築工事終る」『交通新聞』交通協力会、1961年10月28日、1面。
8. ↑  新潟日報昭和57年11月26日下越版
9. ↑  歴史でめぐる鉄道全路線 国鉄・JR 6号、17頁
10. ↑  「駅の北と南が結ばれる 五泉中央連絡橋完成」『新潟日報』1992年12月25日、下越版。
11. ↑  『貨物駅の廃止及び呼称の統一について』（PDF）（プレスリリース）日本貨物鉄道、2006年3月16日。オリジナルの2021年3月17日時点におけるアーカイブ。2021年3月17日閲覧。
12. ↑  『2008年3月 Suicaがますます便利になります』（PDF）（プレスリリース）東日本旅客鉄道、2007年12月21日。オリジナルの2016年3月4日時点におけるアーカイブ。2020年5月29日閲覧。
13. ↑  『Suicaエリアが拡大します!!』（PDF）（プレスリリース）東日本旅客鉄道新潟支社、2008年1月23日。オリジナルの2010年11月2日時点におけるアーカイブ。2025年4月18日閲覧。
14. 1 2 3  “駅の情報（五泉駅）：JR東日本”.   東日本旅客鉄道. 2023年9月26日時点のオリジナルよりアーカイブ。2023年9月26日閲覧。
15. 1 2  “JR東日本：駅構内図・バリアフリー情報（五泉駅）”.   東日本旅客鉄道. 2025年4月18日閲覧。
16. ↑  土地の取得について - 五泉市議会だより第12号（2010年10月刊行）2014年6月20日閲覧

### 利用状況
1. 1 2  “各駅の乗車人員（2023年度）”.   東日本旅客鉄道. 2024年7月21日閲覧。
2. ↑  “各駅の乗車人員（2000年度）”.   東日本旅客鉄道. 2019年2月24日閲覧。
3. ↑  “各駅の乗車人員（2001年度）”.   東日本旅客鉄道. 2019年2月24日閲覧。
4. ↑  “各駅の乗車人員（2002年度）”.   東日本旅客鉄道. 2019年2月24日閲覧。
5. ↑  “各駅の乗車人員（2003年度）”.   東日本旅客鉄道. 2019年2月24日閲覧。
6. ↑  “各駅の乗車人員（2004年度）”.   東日本旅客鉄道. 2019年2月24日閲覧。
7. ↑  “各駅の乗車人員（2005年度）”.   東日本旅客鉄道. 2019年2月24日閲覧。
8. ↑  “各駅の乗車人員（2006年度）”.   東日本旅客鉄道. 2019年2月24日閲覧。
9. ↑  “各駅の乗車人員（2007年度）”.   東日本旅客鉄道. 2019年2月24日閲覧。
10. ↑  “各駅の乗車人員（2008年度）”.   東日本旅客鉄道. 2019年2月24日閲覧。
11. ↑  “各駅の乗車人員（2009年度）”.   東日本旅客鉄道. 2019年2月24日閲覧。
12. ↑  “各駅の乗車人員（2010年度）”.   東日本旅客鉄道. 2019年2月24日閲覧。
13. ↑  “各駅の乗車人員（2011年度）”.   東日本旅客鉄道. 2019年2月24日閲覧。
14. ↑  “各駅の乗車人員（2012年度）”.   東日本旅客鉄道. 2019年2月24日閲覧。
15. ↑  “各駅の乗車人員（2013年度）”.   東日本旅客鉄道. 2019年2月24日閲覧。
16. ↑  “各駅の乗車人員（2014年度）”.   東日本旅客鉄道. 2019年2月24日閲覧。
17. ↑  “各駅の乗車人員（2015年度）”.   東日本旅客鉄道. 2019年2月24日閲覧。
18. ↑  “各駅の乗車人員（2016年度）”.   東日本旅客鉄道. 2019年2月24日閲覧。
19. ↑  “各駅の乗車人員（2017年度）”.   東日本旅客鉄道. 2019年2月24日閲覧。
20. ↑  “各駅の乗車人員（2018年度）”.   東日本旅客鉄道. 2019年7月21日閲覧。
21. ↑  “各駅の乗車人員（2019年度）”.   東日本旅客鉄道. 2020年7月13日閲覧。
22. ↑  “各駅の乗車人員（2020年度）”.   東日本旅客鉄道. 2021年7月26日閲覧。
23. ↑  “各駅の乗車人員（2021年度）”.   東日本旅客鉄道. 2022年8月10日閲覧。
24. ↑  “各駅の乗車人員（2022年度）”.   東日本旅客鉄道. 2023年7月12日閲覧。